# Newark, New Jersey
Newark este un oraș din statul New Jersey din Statele Unite ale Americii fiind totodată și sediul comitatului Essex.

## Personalități născute aici
- Aaron Burr (1756 - 1836), politician, vicepreședinte SUA;
- Stephen Crane (1871 - 1900), scriitor;
- Jack Warden (1920 - 2006), actor;
- Sarah Vaughan (1924 - 1990), cântăreață;
- Eva Marie Saint (n. 1924), actriță;
- Jerry Lewis (1926 - 2017), actor, regizor, scenarist;
- Judith Viorst (n. 1931), scriitoare, jurnalistă;
- Philip Roth (1933 - 2018), romancier;
- Richard Meier (n. 1934), arhitect;
- Connie Francis (n. 1938), cântăreață;
- John Amos (n. 1939), actor;
- Brian De Palma (n. 1940), regizor;
- Paul Simon (n. 1941), cantautor;
- Joe Pesci (n. 1943), actor;
- Paul Auster (n. 1947), scriitor;
- Gloria Gaynor (n. 1949), cântăreață;
- Marvin Hagler (1954 - 2021), boxer;
- Ray Liotta (1954 - 20220, actor;
- Chris Christie (n. 1962), om politic;
- Harlan Coben (n. 1962), scriitor;
- Whitney Houston (1963 - 2012), cântăreață, actriță;
- Joe Rogan (n. 1967), prezentator TV;
- Queen Latifah (n. 1970), actriță, cântăreață;
- Shaquille O'Neal (n. 1972), baschetbalist.